# جون جونز (سياسي أمريكي)
جون جونز (بالإنجليزية: John Jones)‏ هو طبيب وسياسي أمريكي، ولد في 1729، وتوفي في 23 يونيو 1791. انتخب عضو مجلس ولاية نيويورك.